# Leonard Meldert
Leonard Meldert (forse 1535 – Orvieto, 8 aprile 1610) è stato un compositore, organista e maestro di cappella fiammingo.

## Biografia
Le notizie biografiche su Leonard Meldert - a volte denominato anche Lionardo/Leonardo/Leonardus, Malderti/Melderti - sono ad oggi poche e frammentarie.
Non è certo il luogo di nascita dell'autore: le indicazioni relative a Liegi e/o alla diocesi di Liegi presenti in alcune delle fonti bibliografiche meno recenti sono puramente ipotetiche, non conoscendosi alcun documento che ne confermi l'esattezza. Tra le varie ipotesi formulate è recente quella di Simone Sorini, che indica anche come possibile luogo di provenienza del compositore fiammingo il più antico e popoloso dei tre piccoli paesi esistenti nelle Fiandre denominati "Meldert", oggi parte della città di Aalst e situato nella provincia delle Fiandre Orientali (capitale Gand) al confine col Brabante Fiammingo.
A sostegno di tale ipotesi vi è il fatto che, essendo riscontrabili nei documenti d'archivio orvietani relativi al maestro vere e proprie modifiche/storpiature del nome in seguito all'italianizzazione di nome e cognome tipica dell'epoca – è infatti a volte riportato come “Lionardo/Leonardo” “Melderti/Malderti” - è verosimile la possibile perdita del caratteristico prefisso “Van” (Van Meldert), che ne indicava la provenienza originaria.
Forse allievo di Orlando di Lasso, fu presente alla corte di Monaco di Baviera nel 1568 come musicista e compositore.
Nel 1569 il suo madrigale a cinque voci Duolsi Giunon di non aver più lume fu pubblicato a Venezia nella raccolta di Girolamo Scotto Musica de Virtuosi della florida Capella dell'Illustrissimo ed Eccellentissimo Signor Duca di Baviera, mentre nel 1570 il suo mottetto Erat Quaedam Foemina venne inserito nella raccolta Disieme livre de chansons a quatre parties d'Orland de Lassus et autres pubblicata a Parigi.
A partire dal 1571 fu attivo presso la corte di Guidubaldo II Della Rovere a Urbino, ove rimase sino alla morte del Duca, avvenuta nel 1574.
In seguito a ciò, con l'ascesa al trono del figlio di Guidubaldo Francesco Maria II Della Rovere, insieme ad altri componenti dell'ensemble musicale di corte venne licenziato per motivi riconducibili alla politica di riassestamento finanziario voluta dal nuovo duca; in seguito quindi entrò probabilmente in servizio privato a Ravenna presso il suo nuovo protettore, il cardinale di Urbino Giulio Feltrio Della Rovere, fratello del defunto Guidubaldo ed Arcivescovo di Ravenna, al quale nel 1578 dedicò il suo Primo libro di madrigali a 5 voci . Giulio della Rovere aveva infatti uno strettissimo rapporto affettivo con il nipote Francesco Maria e, attraverso questa dedica, forse Meldert sperò anche di poter ritornare ad Urbino; all'interno di questo libro di madrigali esiste anche un imeneo dedicato alle nozze di Francesco Maria con Lucrezia d'Este avvenute nel 1570 (Coppia rara e gentile).
Vi è inoltre, dalle poche fonti che ci rimangono, anche un collegamento con la famiglia regnante a Ferrara: Francesco Maria della Rovere aveva infatti sposato Lucrezia d'Este, figlia di Ercole II d'Este, con la quale Meldert poté brevemente collaborare durante il ducato di Guidubaldo. Lucrezia fu anche protettrice del celebre Luzzasco Luzzaschi permettendo presumibilmente uno scambio artistico fra il fiammingo e il ferrarese, come testimoniato dal Terzo libro di madrigali a cinque voci di quest'ultimo (1582) .
Secondo F. Piperno Meldert fu nuovamente attivo ad Urbino a partire dal 1578 nelle vesti di maestro di cappella della Cattedrale; nello stesso anno a lui si deve la prima intonazione in assoluto della lirica Tirsi morir volea, di Battista Guarini, musicata poi da moltissimi altri madrigalisti.
Secondo Simone Sorini, in base a documenti d'archivio presenti ad Urbino, Meldert fu certamente maestro di cappella ad Urbino dal mese di settembre 1581 fino al mese di marzo del 1590. Nell'archivio della Cappella Musicale della città sono ancora conservati i suoi Responsori del Natale probabilmente scritti di pugno dal maestro stesso.
Dal 1º aprile 1590 Meldert divenne maestro di Cappella del Duomo di Orvieto; tra il 22 settembre 1593 ed il 3 marzo 1594 fu anche organista e maestro di cappella nella Basilica della Santa Casa à Loreto, servizio che lasciò dopo essere stato richiamato ad Orvieto come risulta da un documento del 14 gennaio 1594 presente nell'archivio della Fabbrica del Duomo.
Ancora nel 1593 venne ristampato Cresci bel verde, un suo madrigale a sei voci edito a Venezia da Gardano nella famosa antologia Il Lauro verde, importante raccolta che riuniva i più grandi polifonisti dell'epoca.
Tra il 1603 e il 1604 il suo Magnificat venne trascritto nel Codice 24 dell'archivio musicale dell'opera del Duomo di Milano.
Sempre nel 1604 vennero inoltre trascritte tre sue Messe, di cui la prima, Missa Ave Maris Stella, e la seconda, composte in un tipico stile contrappuntistico “alla fiamminga”, mentre la terza, la Missa Lauda Syon, riconducibile ad uno stile omoritmico posteriore al concilio di Trento; tali opere sono conservate nel manoscritto n. 163 dell'archivio musicale dell'Opera del Duomo di Orvieto.
Nel 1609 un suo madrigale, il Felice ora ch'Orfeo, fu inserito in un'altra importante raccolta, ovvero Sonetti novi sopra le ville di Frascati; egli dedicò il suo componimento a Felice Anerio, all'epoca direttore della Cappella Sistina.
L'8 aprile 1610 Meldert muore ad Orvieto, lasciando come eredi la moglie Laura Mazzante ed i figli (o figliastri) Alisandro e Luca Mazzante.

## Opere
- Duolsi Giunon di non aver più lume, madrigale a cinque voci nella raccolta Musica de Virtuosi della florida Capella dell'Illustrissimo ed Eccellentissimo Signor Duca di Baviera (Girolamo Scotto, Venezia 1569)
- Erat Quaedam Foemina, mottetto nella raccolta Disieme livre de chansons a quatre parties d'Orland de Lassus et autres (Parigi, 1570)
- Primo libro dei Madrigali a cinque voci (eredi Girolamo Scotto, 1578)
- Responsori del Natale (Urbino, 1581-1590)
- Cresci bel verde, madrigale a sei voci nella raccolta “Il Lauro verde” (Gardano, Venezia 1593)
- Magnificat (Milano, 1603)
- Missa Ave Maris Stella, Messa n.2, Missa Lauda Syon (Orvieto, 1604)
- Felice ora ch'Orfeo, madrigale in Sonetti novi sopra le ville di Frascati (Roma, 1609)